# Elvy Waterfall
Der Elvy Waterfall ist ein kleiner Wasserfall im Gebiet der Ortschaft Pelorus Bridge im Marlborough District auf der Südinsel Neuseelands. Er liegt im Lauf eines namenlosen Bachs, der in nördlicher Fließrichtung unweit des Wasserfalls in den Te Hoiere / Pelorus River mündet. Seine Fallhöhe beträgt rund 3 Meter.
Vom Parkplatz an der Brücke des New Zealand State Highway 6 über den Pelorus River führt ein Wanderweg in rund 20 Minuten zum Wasserfall. Nach weiteren 40 Minuten ist in der Verlängerung des Weges auch der Elvy Stream Waterfall erreicht.